# Джебали, Амор
Амор Жебали (араб. عمر جبالي‎род. 24 декабря 1956, Ла-Марса, Тунис) — тунисский футболист, играл на позиции защитника; участник чемпионата мира 1978 года.

## Биография

### Игровая карьера
Всю футбольную карьеру, насчитывающую 12 сезонов, Жебали играл за клуб «Ла-Марса», в составе которой выиграл 2 Кубка Туниса в 1977 и 1984 годах.
В составе сборной Туниса Жебали принимал участие на чемпионате мира 1978 года, где сыграл в трёх матчах группового этапа со сборными Мексики (3:1), Польши (0:1) и ФРГ (0:0). Сборная Туниса с 3 очками заняла 3-е место в группе и не прошла в следующий раунд. В составе сборной Туниса принимал участие на Кубке африканских наций 1978 года и Кубке африканских наций 1982 года. 
Всего за сборную Туниса сыграл 52 матча, в которых забил 2 гола.

## Достижения
«Ла-Марса»
- Обладатель Кубка Президента (2) : 1976/77, 1983/84